# باولا هارفي
باولا هارفي (بالإنجليزية: Paula Harvey)‏ هي راكبة الكنو أسترالية، ولدت في 12 يونيو 1975 في ملبورن في أستراليا.

## وصلات خارجية
- باولا هارفي على موقع أوليمبيديا (الإنجليزية)
- باولا هارفي على موقع اللجنة الأولمبية الأسترالية (الإنجليزية)